# Goran Antonijević
Goran Antonijević (24 augustus 1994) is een Servisch wielrenner die in 2015 reed voor Keith Mobel-Partizan.

## Carrière
In 2015 werd Antonijević derde op het nationale kampioenschap tijdrijden, achter Gabor Kasa en Miloš Borisavljević. Daarmee werd hij, achter Borisavljević, tweede bij de beloften. Datzelfde jaar behaalde hij enkele top tien plaatsen in de Ronde van Çanakkale en de Ronde van Ankara. Twee jaar later was enkel Dušan Kalaba beter in het nationale kampioenschap op de weg.

## Ploegen
- 2015 –  Keith Mobel-Partizan